# Rodolfo Tálice
Dr. Rodolfo Tálice (Montevideo, 2. svibnja 1899. – Montevideo, 2. lipnja 1999.) bio je urugvajski psiholog, pedagog, pisac, liječnik, ekolog, botaničar, političar  i poliglot talijanskog podrijetla.

## Životopis
Rođen je u useljeničkoj obitelji, zbog čega je za sebe znao govoriti da mu žilama teče latinska krv: otac mu je bio Talijan, majka Španjolka, a žena Francuskinja. zbog takvog međunarodnog utjecaja u obitelji, bio je poliglot te je tečno pričao španjolski, talijanski, francuski i engleski. Već je s deset godina ostao bez majke, koja je bila astmatičar i održavala obitelj vezenjem čipke i šivanjem. Cijeli život je živio u Montevideu, ali je tijekom svoga života živio u desetak četvrti u gradu.
Studirao je na Medicinskom fakultetu Republičkog sveučilišta u Montevideu, gdje je dilomirao 1924. na područjima opće medicine, psihologije i pedagogije. Među prvima je uspješno rješavao slučajeve Kronove bolesti. Istraživao je i onečišćenost okoliša u Urugvaju, te biljni svijet Urugvaja. Među prvima je osnivao komunikacijske medije kao način populariziranja znanosti u Urugvaju.
Bio je dekan Fakulteta humanističkih znanosti u Montevideu u dva uzastopna navrata: od 1959. do 1963. i od 1963. do 1968. godine. Za njegova mandata na fakultet je kao obavezan predmet uvedena pokusna (eksperimentalna) biologija te su se počela provoditi znanstvena istraživanja o biljnom i životinjskom svijetu Urugvaju.
Bio je član i predsjednik Medicinske akademije i Nacionalne akademije znanosti i umjetnosti. Bio je počasni član međunarodne volonterske organizacije Liječnici bez granica.
Tijekom političke karijere bio je osnivač i dugugodišnji vođa i predsjednik Zelene stranke. U dva navrata se natjecao i kao predsjednički kandidat, a njegova stranka je na općim izborima 1989. imala 10.835 glasova (0,53%), a na izborima 1994. 5.498 glasova (0,25%). Nakon što je 13 godina vodio stranku, 2000. daje ostavku i izlazi iz stranke shvaćajući kako u urugvajskoj politici neće imati većega utjecaja.
Objavio je više od dvjesto znanstvenih i stručnih radova, od čega 14 na temu ekologije.
16. travnja 1999. postao je sedmi akademik časti (Académico de Honor) Urugvajske akademije literature.
1990. godine dobio je Državnu nagradu za znanstveni i stručni rad. Odlikovanje je potvrdilo Ministarstvo kulture i obrazovanja, a na dodjeli nagrade su se nalazili svi visoki predstavnici tada vladajuće Narodne stranke, koja ga je podržavala u njegovu radu. S druge strane članovi Širokog fronta i liberalno-ljevičarske stranke kritizirale su ga zbog otvorenosti i kritike onečišćenja nastalog zbog sve većeg gospodarskog rasta i jačanja industrije. Također, prvi je dobitnik Državne nagrade za promicanje ekologije dodijeljene 1991. godine. Nagradu mu je uručilo Ministarstvo stanovanja, prostornog uređenja i okoliša Urugvaja.
Njemu u čast osnovan je u departmanu Floresu u Urugvaju rezervat flore i faune dr Rodolfo Tálice (Reserva de Flora y Fauna Dr. Rodolfo Tálice). Nalazi se na 204. kilometru Rute 3, 3 km od gradića Trinidada.

## Radovi
Popis važnijih objavljenih znanstvenih i stručnih radova:
- Mendel  - Enciclopedia del Pensamiento Especial (1968.)
- Mamíferos autóctonos  - Nuestra Tierra (1969.)
- Cuentos, confesiones y conferencias (1969.)
- El Hombre, Agresión y Vinculación (1976.)
- Vejentud: Humano Tesoro (1979.)
- 10 x 10 comportamientos destacables en los animales y en el hombre (1982.)
- Vocabulario científico universal algunas precisiones terminológicas (1988.)
- Bichos del terruño  - Colección Referencias (1992.)
- Juventud - Humano tesoro el arte de vivir intensamente 100 años (1992.)
- El Sorprendente Cuerpo Humano (1993.)
- Enfermedades parasitarias del hombre y parásitos de interés médico etiología, epidemiología, patología, clínica, diagnóstico, tratamiento, profilaxis (1994)
- Condiciones Para un Mañana Digno. El Punto de Vista Etológico (1994.)
- Comportamientos Destacables en los Animales y en el Hombre (-)
- Etoecología Práctica (-)
- Carta Abierta a Futuros Padres y Madres (-)

Koautor
- Estudio epidemiológico sobre la enfermedad de Chagas de la zona epidémica del Uruguay (1952.)
- Investigaciones sobre los roedores autóctonos del género Ctenomys ("Tucu-Tucu") especialmente desde el punto de vista biológico (1954.)
- Estudio monográfico sobre Ctenomys torquatus "Tucu-Tucu" especialmente desde el punto de vista biológico (1954.)
- Nuevas investigaciones sobre el comportamiento natural y experimental del roedor autóctono Ctenomys torquatus ("Tucu-Tucu") (1955.)
- Geografía de la Vida  - Nuestra Tierra (1969.)
- Manual Práctico de Hongos Comestibles (-)
- Hongos Comestibles de la América Meridional, cómo se recogen, cómo se reconocen, cómo se distinguen de los venenosos, cómo se preparan (1963.)